# Nicolas Maréchal
Nicolas Maréchal, né le 4 mars 1987 à Sainte-Catherine-lès-Arras (Pas-de-Calais), est un joueur français de volley-ball. Il mesure 1,98 m et joue réceptionneur-attaquant. Il totalise 191 sélections en équipe de France.

## Carrière en clubs
Après une belle saison 2017-2018 au sein du club italien du Porto Ravenne Volley, Nicolas Maréchal découvrira le Championnat russe et le club sibérien du JVK Ienisseï Krasnoïarsk pour la prochaine saison 2018-2019.
Maréchal rejoint le Tours Volley-Ball en septembre 2022. Il dispute deux matchs avec le club tourangeau avant de rejoindre l'Italie et le Modène Volley avec un contrat portant sur la saison en cours.
| Club                      | Pays      | De        | À         |
| ------------------------- | --------- | --------- | --------- |
| Harnes VB                 | France    | 1991-1992 | 2005-2006 |
| Tourcoing LM              | France    | 2006-2007 | 2007-2009 |
| Stade poitevin            | France    | 2009-2010 | 2011-2012 |
| AS Cannes                 | France    | 2012-2013 | 2012/2013 |
| Jastrzębski Węgiel        | Pologne   | 2013-2014 | 2013-2014 |
| Skra Bełchatów            | Pologne   | 2014-2015 | 2015/2016 |
| Istanbul BB               | Turquie   | 2016-2017 | 2016-2017 |
| Porto Robur Costa Ravenne | Italie    | 2017-2018 | 2017-2018 |
| Ienisseï Krasnoïarsk      | Russie    | 2018-2019 | 2018-2019 |
| Resovia Rzeszów           | Pologne   | 2019-2020 | 2019-2020 |
| VfB Friedrichshafen       | Allemagne | 2020-2021 | 2020-2021 |
| Oural Oufa                | Russie    | 2021-2022 | 2021-2022 |
| Tours Volley-Ball         | France    | 2022-2023 | 2022-2023 |
| Modène Volley             | Italie    | 2022-2023 | ...       |

## Palmarès
- Ligue mondiale (1)
  - Vainqueur : 2015
- Championnat d'Europe (1)
  - Vainqueur : 2015
- Championnat de France (1)
  - Vainqueur : 2011
  - Finaliste : 2009, 2012
- Coupe de France
  - Finaliste : 2007, 2009
- Coupe de Pologne
  - Vainqueur : 2016
- Supercoupe de Pologne
  - Vainqueur : 2014
- Challenge Cup
  - Vainqueur : 2018

## Divers
- Club Formateur : Harnes VB
- Surnom : Maréch’boule, Tartuffe, Tartuflette
- Son père Marc et ses sœurs Émilie et Jennifer ont également été internationaux de Volley-Ball
- Il a des origines polonaises par ses grands-parents (il a la double nationalité franco-polonaise[5])
- Sa tante Jocelyne Machenski est présidente du club féminin le Volley Club Harnésien
- Etudes : collège Pasteur Oignies (Section sportive scolaire volley), Baccalauréat (lycée Gondecourt / Creps Wattignies), BE1 (Creps Wattignies)